# Robert Courrier

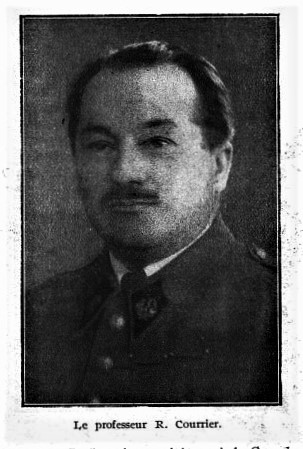
Robert Courrier

Robert Marie Jules Constant Courrier (* 6. Oktober 1895 in Saxon-Sion, Meurthe et Moselle; † 14. März 1986 in Paris) war ein französischer Biologe und Mediziner (Endokrinologie).

## Leben
Courrier begann sein Medizinstudium 1913 in Nancy, wurde im Ersten Weltkrieg in Verdun verwundet (Croix de guerre 1916) und setzte sein Studium 1919 bis 1924 in Straßburg fort, abgeschlossen mit einer medizinischen Dissertation über den weiblichen Sexualzyklus (Le cycle sexuel chez la femelle des mammifères: Étude de la phase folliculaire) im Labor von Pol Bouin. Neben Geschlechtszyklen, die er an Fledermäusen untersuchte, befasste er sich auch mit der Endokrinologie des Thymus. Ab 1926 lehrte er an der Faculté des Sciences in Algier, wo er 1927 mit der Dissertation Déterminisme des caractères sexuels secondaires chez quelques mammifères à activité testiculaire périodique promoviert wurde (Dr. Sc.) . Außerdem erwarb er die Agrégation in Histologie, Medizin und Embryologie in Algier und wurde dort 1931 Professor (Professeur sans chair). 1938 wurde er Professor für experimentelle Morphologie und Endokrinologie am Collège de France und 1941 Laborleiter an der École pratique des hautes études.
Er war seit 1944 Mitglied der Académie des sciences und 1948 bis 1986 deren Sekretär (secrétaire perpétuel). 1941 war er Präsident der Academie nationale des medicines und 1950 Präsident der französischen Gesellschaft für Endokrinologie. 1963 erhielt er die Goldmedaille des CNRS, deren Rat er seit 1939 angehörte. 1954 wurde Robert Courrier Mitglied der Royal Society und der Königlichen Akademie der Wissenschaften und Schönen Künste von Belgien, 1956 der American Academy of Arts and Sciences, 1939 der rumänischen Akademie der Wissenschaften und 1959 korrespondierendes Mitglied der nationalen medizinischen Akademie von Buenos Aires. 1966 bis 1977 war er Mitglied des Haut comité de la langue française. Er war Mitglied der Academie des XL de Rome und erhielt deren Goldmedaille. Courrier war Kommandeur der Ehrenlegion (deren Offizier er zuvor war und deren militärische Ritter-Stufe er hatte) und der Palmes académiques. Er war mehrfacher Ehrendoktor (Istanbul, Rio de Janeiro, Genf, Athen, Lüttich, Löwen, Brüssel, Quebec).

## Schriften
- mit R. Kehl: Physiologie du sexe. Hermann, Paris 1938.
- Endocrinologie de la Gestation. Masson, Paris 1945.
- Les hormones artificielles. Impr. Alençonnaise, Alençon 1949.
- mit M. Baclesse: L’équilibre hormonal au cours de la gestation. Masson, 1955.
- Etudes d’endocrinologie, Actualités scientifiques. Hermann, Paris 1961.
- Le CNRS, 25 ans de recherche scientifique, La documentation française, 1965.
- L’ovaire des mammifères, in P. Grassé (Herausgeber) Traité de Zoologie. Masson, Paris 1968.